# Dendryphantes potanini
Dendryphantes potanini är en spindelart som beskrevs av Dmitri Viktorovich Logunov 1993. Dendryphantes potanini ingår i släktet Dendryphantes och familjen hoppspindlar. Inga underarter finns listade i Catalogue of Life.